# Kenyon Durand
Kenyon Eduardo Durand Bustamante (San Pedro de Coris, 23 de abril de 1975) es un abogado y político peruano. Fue congresista de la república por Huancavelica durante el periodo 2020-2021.

## Biografía
Nació en el distrito de San Pedro de Coris, ubicado en la ciudad de Huancavelica, el 23 de abril de 1975.
Ingresó a la Universidad Nacional Mayor de San Marcos, en la ciudad de Lima, donde estudió la carrera de Derecho y se graduó como abogado en el año 2009. También cuenta con un bachillerato en dicha universidad.

## Carrera política
Se inició en el ámbito político cuando postuló como consejero regional de la provincia de Churcampa en 2018, sin embargo, no resultó elegido.

### Congresista de la República
En el año 2019, se afilió al partido Acción Popular donde luego fue nombrado como secretario general en la sede de Huancavelica. En las elecciones parlamentarias extraordinarias del 2020, postuló al Congreso de la República y fue elegido congresista de la república, obteniendo 4,691 votos. Fue juramento el 16 de marzo para completar el disuelto periodo parlamentario 2016-2021.
Durante su gestión, fue uno de los votantes a favor de la moción de vacancia presidencial contra el expresidente Martín Vizcarra.
Culminando su gestión, Durand se presentó como candidato a la presidencia del Gobierno Regional de Huancavelica en las elecciones regionales del 2022, quedando en el tercer lugar de las preferencias.